# 히스테릭 블루
히스테릭 블루(영어: Hysteric Blue, 줄여서 히스부루)는 일본의 록 밴드이다. 1997년에 데뷔해 2004년에 해체했다. 
밴드는 나오키가 연속 강간 사건으로 체포되어 해체됐으며, 보컬 타마와 드럼 다쿠야는 밴드 스크리밍 프로그스에서 활동하고 있다.

## 음반 목록

### 싱글
1998년
- 〈Rush!〉

1999년
- 〈하루 ~Spring~〉
- 〈Little Trip〉
- 〈나제…〉
- 〈후타리봇치〉

2000년
- 〈좃칸 파라다이스〉
- 〈Dear〉
- 〈Grow up〉
- 〈다이스키〉

2001년
- 〈Reset me〉
- 〈프러스트레이션 뮤직〉

2002년
- 〈베이사이드 베이비〉
- 〈Home Town〉
- 〈Dolce ~나츠이로렌보~〉

### 음반
정규
- 1999년 《Baby Blue》
- 2000년 《Wallaby》
- 2001년 《blue-blue-blue》
- 2002년 《Milestone》
- 2003년 《Junction》

컴필레이션
- 2002년 《Historic Blue》